# Szczecinek (gmina wiejska)
Szczecinek – gmina wiejska w Polsce położona we wschodniej części województwa zachodniopomorskiego, w powiecie szczecineckim. Siedzibą gminy jest miasto Szczecinek.
Według danych z 31 grudnia 2016 r. gmina miała 9377 mieszkańców. Natomiast według danych z 31 grudnia 2019 roku gminę zamieszkiwało 9215 osób.
Zajmuje w województwie 2. miejsce pod względem powierzchni i 35. miejsce pod względem liczby ludności, na ogólną liczbę 114 gmin.
Gmina stanowi 28,9% powierzchni powiatu.

## Położenie
Gmina jest położona we wschodniej części województwa zachodniopomorskiego, w środkowo-wschodniej części powiatu szczecineckiego.
Sąsiednie gminy:
- Szczecinek (miejska), Barwice, Biały Bór, Borne Sulinowo i Grzmiąca (powiat szczecinecki)
- Bobolice (powiat koszaliński)

w województwie pomorskim:
- Czarne i Rzeczenica (powiat człuchowski)

w województwie wielkopolskim:
- Okonek (powiat złotowski)

Do 31 grudnia 1998 r. wchodziła w skład województwa koszalińskiego.

## Demografia
Według danych z 31 grudnia 2016 r. gmina miała 9377 mieszkańców, co stanowiło 12,0% ludności powiatu. Gęstość zaludnienia wynosiła 18,4 osoby na km².

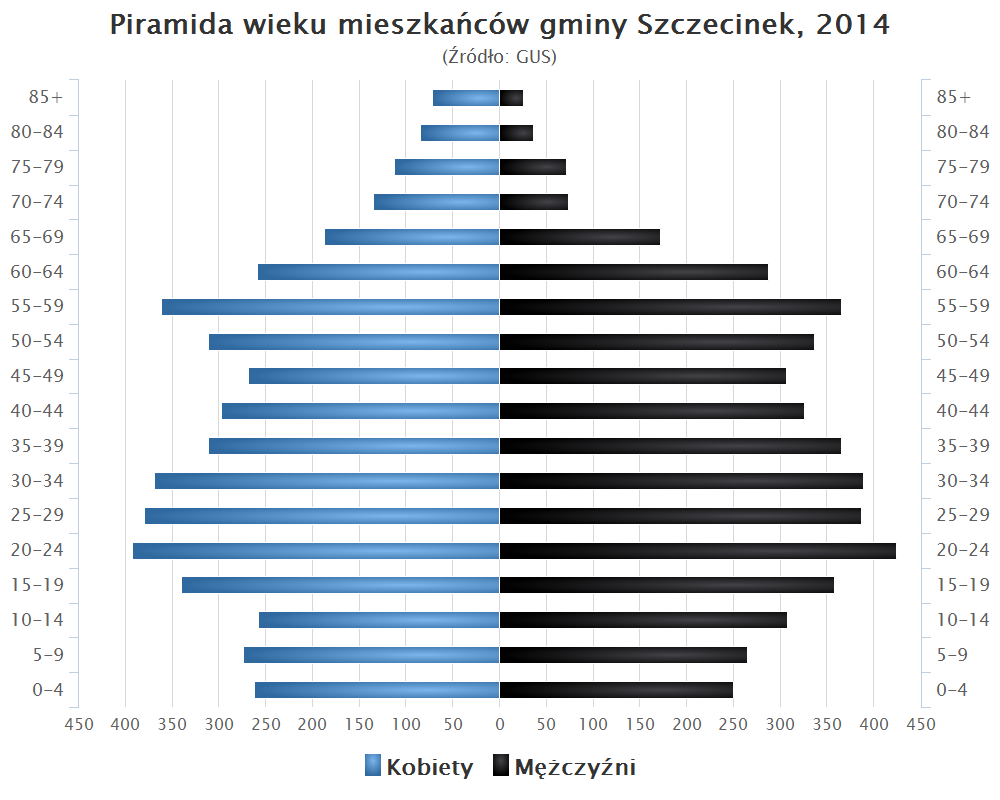
Piramida wieku mieszkańców gminy Szczecinek w 2014 roku

Dane z 31 grudnia 2016 r.:
| Opis      | Ogółem | Ogółem | Kobiety | Kobiety | Mężczyźni | Mężczyźni |
| --------- | ------ | ------ | ------- | ------- | --------- | --------- |
| Jednostka | osób   | %      | osób    | %       | osób      | %         |
| Populacja | 9377   | 100    | 4635    | 49,43   | 4742      | 50,57     |

## Historia
1 stycznia 2010 część obszaru wsi Sitno, o powierzchni 1132,94 ha, weszła w skład miasta Szczecinek.

## Przyroda i turystyka
Gmina leży na Pojezierzu Szczecineckim, w Dolinie Gwdy i na Równinie Charzykowskiej. W granicach gminy znajdują się 3 rezerwaty przyrody: Bagno Kusowo, Dęby Wilczkowskie i Jezioro Kiełpino. Na terenie tej czwartej co do wielkości gminy w Polsce znajdują się duże jeziora: Wielimie, Wierzchowo i Dołgie Jezioro, przez które przepływa rzeka Gwda i jej dopływ Dołga. Drugi duży szlak kajakowy stanowi jezioro Trzesiecko położone w granicach Szczecinka i kanałami łączące je z rzekami Piławą i Drawą. Przez gminę prowadzi wiele szlaków turystycznych pieszych i rowerowych. Tereny leśne zajmują 44% powierzchni gminy, a użytki rolne 38%.

## Komunikacja
Przez gminę prowadzą dwie drogi krajowe: nr 11 z Kołobrzegu do Bytomia, łącząca siedzibę gminy, Szczecinek z Okonkiem (26 km) oraz przez Wierzchowo (19 km) z Bobolicami (31 km) i nr 20 ze Stargardu do Gdyni, przez Gwdę Małą (9 km) z Białym Borem (29 km) oraz przez Krągi (14 km, 6 km od Bornego Sulinowa) i Łubowo (29 km) z Czaplinkiem (40 km). Przez gminę prowadzą także drogi wojewódzkie nr 172 ze Szczecinka do Barwic (24 km) i nr 201 z Gwdy Małej do Czarnego (10 km).
Wszystkie linie kolejowe prowadzące przez Szczecinek zostały oddane do użytku w latach 1878–1879 i do dziś są czynne: w maju 1878 z Czarnego do Czaplinka (pozostała część Chojnice – Runowo Pomorskie od 1877 r.), w październiku 1878 przez Słupsk do Ustki, miesiąc później do Białogardu (dalsza część do Kołobrzegu w 1859 r.), a ostatnia linia do Poznania w maju 1879 r. Na przełomie lat 80. i 90. XX wieku zelektryfikowano linię Kołobrzeg-Szczecinek-Poznań. Obecnie w gminie czynnych jest 5 stacji: Dalęcino (w kier. Kołobrzegu), Turowo Pomorskie (w kier. Piły), Jelenino (w kier. Runowa Pom.), Żółtnica (w kier. Chojnic) i Gwda Mała (w kier. Słupska) oraz 3 stacje w granicach miasta Szczecinka.
W gminie czynne są 3 placówki Poczty Polskiej: Jelenino, Wierzchowo, Żółtnica. Gminę obsługują także placówki pocztowe w Szczecinku.

## Administracja i samorząd
W 2016 r. wykonane wydatki budżetu gminy wiejskiej Szczecinek wynosiły 35 mln zł, a dochody budżetu 35,8 mln zł. Zobowiązania samorządu (dług publiczny) według stanu na koniec 2016 r. wynosiły 4,8 mln zł, co stanowiło 13,4% poziomu dochodów.
Gmina wiejska Szczecinek jest obszarem właściwości Sądu Rejonowego w Szczecinku. Sprawy z zakresu ubezpieczeń społecznych i sprawy gospodarcze są rozpatrywane Sąd Rejonowy w Koszalinie. Gmina jest obszarem właściwości Sądu Okręgowego w Koszalinie. Gmina (właśc. powiat szczecinecki) jest obszarem właściwości miejscowej Samorządowego Kolegium Odwoławczego w Koszalinie.
Mieszkańcy gminy wiejskiej Szczecinek z mieszkańcami gminy Biały Bór wybierają 3 z 19 radnych do Rady Powiatu Szczecineckiego, a radnych do Sejmiku Województwa Zachodniopomorskiego w okręgu nr 4. Posłów na Sejm wybierają z okręgu wyborczego nr 40, senatora z okręgu nr 100, a posłów do Parlamentu Europejskiego z okręgu nr 13.
Gmina wiejska Szczecinek utworzyła 26 sołectw (jednostek pomocniczych).
Sołectwa gminy: Brzeźno, Dalęcino, Drawień, Drężno, Dziki, Gałowo, Grąbczyn, Gwda Mała, Gwda Wielka, Jelenino, Krągłe, Kusowo, Kwakowo, Marcelin, Mosina, Omulna, Parsęcko, Sitno, Spore, Stare Wierzchowo, Trzesieka, Turowo, Wierzchowo, Wilcze Laski, Wojnowo i Żółtnica.

## Miejscowości
Brzeźno, Dalęcino, Drawień, Drężno, Dziki, Gałowo, Grąbczyn, Gwda Mała, Gwda Wielka, Jelenino, Krągłe, Kusowo, Kwakowo, Marcelin, Mosina, Omulna, Parsęcko, Sitno, Spore, Stare Wierzchowo, Trzesieka, Turowo, Wierzchowo, Wilcze Laski, Wojnowo, Żółtnica –
Białe, Brodźce, Buczek, Dalęcinko, Dąbrowa, Dębowo, Dębrzyna, Dobrogoszcz, Godzimierz, Gołębiewo, Grąbczyński Młyn, Grochowiska, Jadwiżyn, Janowo, Krasnobrzeg, Lipnica, Łabędź, Łączka, Łozinka, Łysa Góra, Malechowo, Miękowo, Mosinka, Myślęcin, Niedźwiady, Nizinne, Nowe Gonne, Opoczyska, Orawka, Orłowce, Parnica, Pietrzykowo, Płużyny, Siedlice, Sierszeniska, Skalno, Skotniki, Sławęcice, Smolniki, Spotkanie, Strzeżysław, Tarnina, Trzcinno, Trzebiechowo, Trzebujewo, Turowo, Wągrodno, Węglewo, Wielisławice, Zamęcie, Zielonowo.

## Gminy partnerskie
- Gellersen, (Niemcy)[potrzebny przypis]